# ロスチスラフ・ヴォロダレヴィチ
ロスチスラフ・ヴォロダレヴィチ（ロシア語: Ростислав Володаревич、? - 1128年）はペレムィシュリ公ヴォロダリ・ロスチスラヴィチの長男である。ズヴェニゴロド公：1092年 - 1124年、ペレムィシュリ公1124年 - 1128年。
1122年、父と共に人質としてクラクフに抑留され、8000グリヴナと引き換えに解放された。1124年に父が死ぬと、長子として父のペレムィシュリ公位を継ぎ、それまで有していたズヴェニゴロド公位は弟のウラジーミルへと渡った。（なお同時期に、テレボヴリ公、ガーリチ公は従兄弟のロスチスラフ、イヴァン兄弟が継いでいた。）また、この年にペレムィシュリはポーランド王国軍の攻撃を受け、防衛戦が行われた。続く1125年 - 1126年には弟のウラジーミルによってペレムィシュリが攻撃された。ロスチスラフが押し返し、逆にウラジーミル領のズヴェニゴロドを包囲するが、ウラジーミル側についたハンガリー王国軍の援軍により、撤退を余儀なくされた。なおこの内紛においては、ロスチスラフは従兄弟のテレボヴリ公ロスチスラフ、ガーリチ公イヴァン兄弟や、キエフ大公ムスチスラフの支援を受けていた。ロスチスラフの死後、ペレムィシュリ公位にはウラジーミルが就いた。一方、ズヴェニゴロド公位はロスチスラフの子のイヴァンに譲られた。